# Vlastimil Ježek
Vlastimil Ježek (* 24. července 1963 Praha) je český novinář, publicista a manažer, od června 2022 člen Rady České televize (v letech 2022 až 2024 místopředseda rady). V letech 1993 až 1999 byl generálním ředitelem Českého rozhlasu a v letech 2004 až 2008 generálním ředitelem Národní knihovny ČR.
Od roku 2012 pracuje jako předseda představenstva akciové společnosti Obecní dům.

## Osobní život
Poprvé byl ženatý se spisovatelkou Alenou Ježkovou. 23. prosince 1989 se jim narodila dcera Markéta. S druhou manželkou Martinou má dcery Kláru a Zuzanu.

## Vzdělání a profesionální kariéra
Maturoval na gymnáziu v Praze. Poté pracoval jako stavební dělník, tři semestry studoval stavební fakultu ČVUT v Praze a působil jako vychovatel dětí s mentálním handicapem. V roce 1990 vystudoval Filozofickou fakultu Univerzity Karlovy v Praze.
V letech 1986–1987 s dalšími studenty organizoval nástěnné noviny a tištěný časopis Situace. Doma pořádal bytové semináře a přednášky. V listopadu 1989 patřil mezi významné osobnosti studentského stávkového hnutí.
V letech 1990 až 1993 pracoval v redakci později zaniklého deníku Práce. V roce 1993 zvítězil v konkurzu na generálního ředitele Českého rozhlasu, kterým byl až do roku 1999. Poté byl šéfredaktorem týdeníku Naše rodina a založil produkční agenturu TICHÝ-JEŽEK. 15. září 2004 byl ministrem kultury jmenován ředitelem Národní knihovny České republiky. Z funkce byl odvolán 9. září 2008.

## Publicistická činnost
Spolu se Zdeňkem Tichým je spoluautorem knihy Šest z šedesátých o nejvýznamnějších českých divadlech malých forem (2003, ISBN 80-86212-31-9). V roce 1996 v nakladatelství Primus vydal spolu s Kamilou Moučkovou knihu Říkali jí lvice. Je také spoluautorem učebnic Československo v letech 1968 – 1989 a Rok 1989 ve východní Evropě (obě Fortuna).
Často publikuje své texty například v denících Právo, MF DNES, časopisech Týden, Reflex, Lidové noviny, Strategie, Učitelské noviny aj.
V březnu 2009 představil svou knihu Střepiny chobotnice aneb Národ sobě.

## Nová budova Národní knihovna na Letné
Pod Ježkovým vedením Národní knihovna zahájila přípravu pro výstavbu nové budovy. Byl vybrán pozemek na Letenské pláni a v mezinárodní architektonické soutěží byla vybrán návrhu týmu britského architekta českého původu Jana Kaplického z ateliéru Future Systems z 355 návrhů. Budova měla být dostavěna v roce 2012 a měla poskytnout prostor asi pro 10 milionů knih vytištěných po roce 1801. V červenci 2008 ministr Václav Jehlička (KDU-ČSL) konstatoval, že budova kvůli problémům s pozemky a financováním postavena nebude. V září 2008 byl Ježek odvolán z funkce generálního ředitele knihovny.

## Osobní a politická angažovanost
Patřil mezi významné osobnosti studentského stávkového hnutí v listopadu 1989. V době 10. výročí událostí byl signatářem výzvy Děkujeme, odejděte!
V říjnu 2008 kandidoval neúspěšně v senátních volbách za KDU-ČSL. Ve volebním obvodě č. 24 – Praha 9 získal jen 6,97 % hlasů a nepostoupil do druhého kola.
Dne 15. června 2022 byl zvolen Poslaneckou sněmovnou do funkce člena Rady České televize. Získal 96 hlasů z 98 možných hlasů. V prosinci 2022 se stal místopředsedou rady. Post místopředsedy rady zastával do června 2024.